# Батерст (Нью-Брансуик)

Карта Батерста и его окрестностей

Батерст (англ. Bathurst) — город в графстве Глостер провинции Нью-Брансуик (Канада). 
Город находится на севере провинции на берегу одноимённой гавани в устье реки Нипизигуит. Гавань Батерст является самой южной частью залива Шалёр.
Город основан в 1652 году Николасом Денисом, первоначально назывался Нипизигуит, затем Сент-Питерс, своё нынешнее название получил в честь Генри Батерста, который с 1812 по 1827 годы занимал пост Государственного секретаря по военным и колониальным делам в правительстве лорда Ливерпуля. Статус города имеет с 1912 года.
Носителей французского и английского языка в городе примерно равное количество , только французским языком владеет 50,58 % населения, только английским — 46,31 % и тем и другим — 1,94 %, другими языками — 1,17 %.